# Explosión en Kiev de 2023
La explosión en Kiev ocurrió a las 18:20 hora local del 5 de julio de 2023, en el Tribunal de Distrito de Shevchenkivskyi en el centro de Kiev, de acuerdo a la administración militar ucraniana de la ciudad.

## Explosión
A las 18:20, se escucharon los sonidos de una explosión en el edificio del Tribunal de Distrito Shevchenkivskyi de Kiev, dijo a RBC Ukraine Maryana Reva, representante del Ministerio del Interior.
El ministro del Interior, Ihor Klymenko, confirmó que hubo un "incidente de emergencia" en el juzgado y que la policía recibió un informe de una explosión. Según información preliminar, fue arreglado por un hombre que fue llevado a la reunión. La administración militar de Kiev informa que la explosión ocurrió en el baño del tribunal.
Según una fuente de Ukrainska Pravda, un objeto no identificado, probablemente una granada, explotó en el patio. En el lugar trabajan un grupo investigativo-operativo, fuerzas especiales, técnicos en explosivos y adiestradores de perros. El área alrededor del edificio fue acordonada.
Después de la explosión en el Tribunal de Distrito de Shevchenkivskyi de Kiev, se bloqueó el tráfico cerca del edificio.
A las 19:11 se escuchó una segunda explosión en el juzgado, el policía en el lugar solicitó de inmediato una ambulancia.
Posteriormente, se supo que el sospechoso se inmoló con una granada y sus dos guardias resultaron heridos.

## Autor
Strana.ua afirma que la explosión fue causada por un excombatiente del Batallón Sich, Ihor Humenyuk, quien está acusado de detonar una granada durante una manifestación frente a la Rada Suprema de Ucrania en 2015. La acción fue organizada por el ultranacionalista Svoboda contra la implementación del estatus especial del Dombás rusófilo en la Constitución. Luego, según los investigadores, Gumenyuk arrojó una granada a los oficiales de la Guardia Nacional. Como resultado del ataque, tres miembros de la Guardia Nacional fallecieron. Unas 140 personas más resultaron heridas.
El 5 de julio, el tribunal iba a extender la medida de restricción para Humenyuk, y se le mantuvo en un centro de detención preventiva, según se informó en el tribunal.